# USS McCook (DD-496)
USS McCook (DD-496), là một tàu khu trục lớp Gleaves được Hải quân Hoa Kỳ chế tạo trong Chiến tranh Thế giới thứ hai. Nó đã tham gia suốt Thế Chiến II, cải biến thành một tàu quét mìn cao tốc với ký hiệu lườn DMS-36, sống sót qua cuộc xung đột, ngừng hoạt động năm 1949 và bị tháo dỡ năm 1973. Nó là chiếc tàu chiến thứ hai của Hải quân Hoa Kỳ được đặt theo tên Trung tá Hải quân Roderick S. McCook (1839–1886), người tham gia cuộc Nội chiến Hoa Kỳ.

## Thiết kế và chế tạo
McCook được chế tạo tại xưởng tàu của hãng Seattle-Tacoma Shipbuilding Corp. ở Seattle, Washington. Nó được đặt lườn vào ngày 1 tháng 5 năm 1941; được hạ thủy vào ngày 30 tháng 4 năm 1942, và được đỡ đầu bởi bà Reed Knox, cháu nội Trung tá McCook. Con tàu được cho nhập biên chế cùng Hải quân Hoa Kỳ vào ngày 15 tháng 3 năm 1943 dưới quyền chỉ huy của Thiếu tá Hải quân S. G. Anderson.

## Lịch sử hoạt động

### Thế Chiến II
Sau khi hoàn tất việc chạy thử máy ngoài khơi bờ biển San Diego, McCook lên đường đi sang vùng bờ Đông vào ngày 22 tháng 5 năm 1943. Nó có mặt tại Xưởng hải quân Norfolk để nhận nhiệm vụ cùng Hạm đội Đại Tây Dương Hoa Kỳ vào ngày 6 tháng 6, và cho đến cuối tháng đã bắt đầu nhiệm vụ đầu tiên, hộ tống một đoàn tàu vận tải đi sang Casablanca, khởi hành từ Norfolk vào ngày 26 tháng 6 và quay trở về vào ngày 17 tháng 7. Cho đến cuối năm, nó hoàn tất thêm hai chuyến hộ tống vận tải sang Bắc Phi, một chuyến sang Anh Quốc cùng nhiều lượt hộ tống ven biển dọc theo vùng bờ biển Đông Bắc. Vào ngày 15 tháng 12, nó tiến hành một đợt huấn luyện thủy thủ đoàn cho tàu khu trục kéo dài sáu tuần ngoài khơi Norfolk. Được tách khỏi nhiệm vụ huấn luyện, nó tiếp nối hoạt động hộ tống khi lên đường đi Trinidad vào ngày 31 tháng 1 năm 1944 cùng với chiếc tàu sân bay mới Wasp (CV-18) trong chuyến đi chạy thử máy, và cùng nó quay trở về Boston vào ngày 27 tháng 2.
Sau khi trải qua phần lớn tháng 3 huấn luyện chống tàu ngầm và phòng không, McCook chuẩn bị quay trở lại vùng biển châu Âu. Nó gia nhập Đội đặc nhiệm 27.8 vào ngày 18 tháng 4, và lên đường đi sang Anh Quốc, đi đến Plymouth vào ngày 28 tháng 4. Chiếc tàu khu trục tiếp tục đi đến Portland, và từ đây tham gia các cuộc thực tập đổ bộ khẩn trương kéo dài một tháng tại Slapton Sands và tại Belfast. Tại Weymouth vào ngày 28 tháng 5, nó chịu đựng một cuộc không kích, bị hư hại thiết bị sonar, radar, máy đo tầm xa và bộ điều khiển hỏa lực dàn pháo chính, đồng thời các khẩu pháo bị vô hiệu và mất điều khiển bánh lái từ cầu tàu; may mắn là nó không chịu tổn thất nhân mạng. Những hư hại chịu đựng khiến nó bị đe dọa không thể tham gia Chiến dịch Overlord, cuộc đổ bộ chủ yếu của lực lượng Đồng Minh lên lục địa châu Âu mà nó đã chuẩn bị hằng tháng trời. Tuy nhiên, hoạt động sửa chữa nhanh chóng và hiệu quả của chiếc tàu tiếp liệu khu trục Melville (AD-2) đã giúp nó nhanh chóng khôi phục lại khả năng tác chiến.

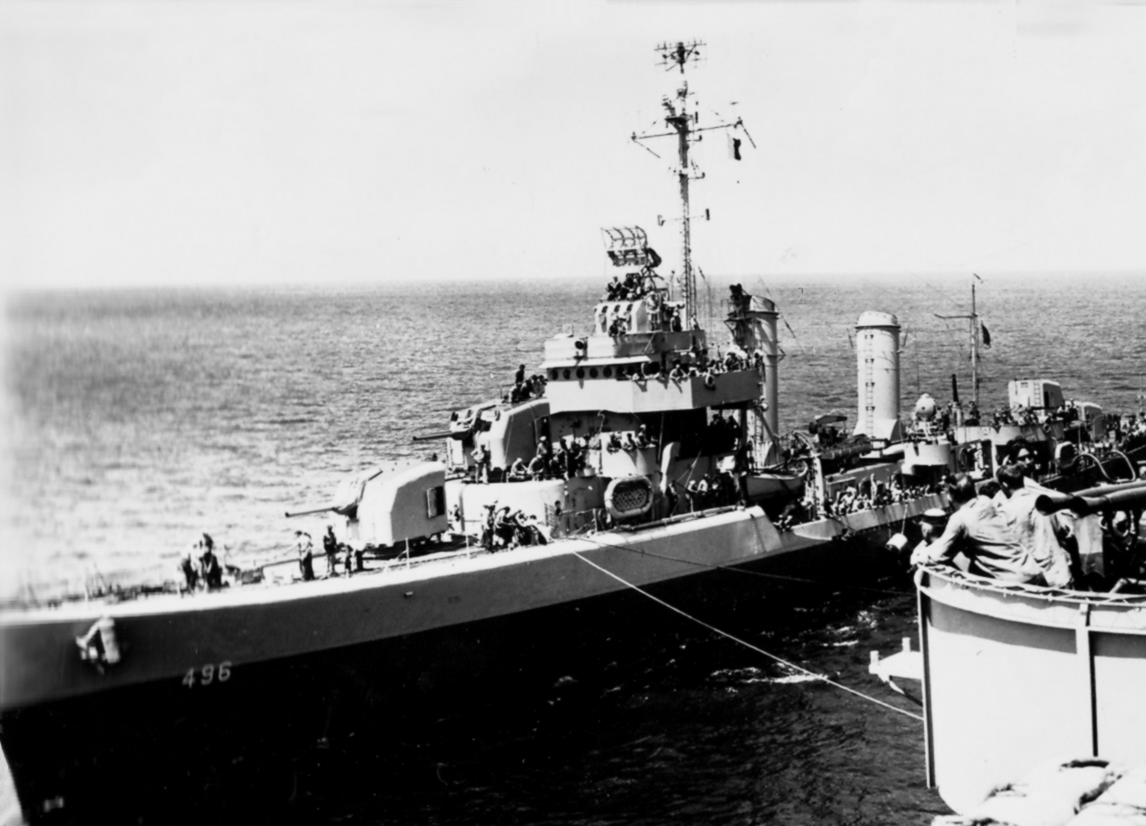
McCook cặp theo một tàu sân bay tại Đại Tây Dương

Vào ngày 5 tháng 6 năm 1944, McCook khởi hành cùng Hải đội Khu trục 18 và các tàu chiến thuộc Lực lượng Tấn công "O" để đi sang vùng bờ biển nước Pháp. Sáng sớm ngày 6 tháng 6, nó tiến vào Baie de la Seine, và đến 03 giờ 20 phút bắt đầu tiến hành bắn phá bãi đổ bộ và bờ biển tại khu vực Pointe du Hoc–Vierville-sur-Mer. Đến 06 giờ 16 phút nó đã vô hiệu hóa các mục tiêu được phân công: ba công sự phòng thủ, 13 khẩu đội súng máy và ba khẩu pháo bờ biển, và bắt đầu nhằm vào các mục tiêu mới xuất hiện. Cho đến cuối ngày hôm đó nó còn phá hủy thêm bảy công sự phòng thủ, tám vị trí đặt pháo và mười căn nhà đá mà từ đó súng máy và lính bắn tỉa đối phương được bố trí.
Được tiếp tế và tiếp nhiên liệu tại Portland và Plymouth, Anh, McCook tiếp tục hoạt động tại khu vực tấn công cho đến ngày 14 tháng 7. Bốn ngày sau, nó khởi hành đi Bizerte hộ tống một đoàn tàu đổ bộ LST và LCI, bàn giao những tàu được hộ tống vào ngày 28 tháng 7 và tiếp tục đi đến Mers-el-Kebir, nơi nó ở lại cho đến ngày 4 tháng 8. Sau đó nó lên đường đi Naples tham gia lực lượng được tập trung cho Chiến dịch Dragoon, cuộc đổ bộ của lực lượng Đồng Minh lên miền Nam nước Pháp. Vào ngày 13 tháng 8, nó lên đường hướng sang Pháp, đến nơi vào ngày 14 tháng 8 và chiếm lấy vị trí bảo vệ về phía Nam Toulon. Trong 35 ngày tiếp theo, nó ở lại khu vực tấn công bắn pháo hỗ trợ và bảo vệ các tàu chiến Đồng Minh, cũng như hộ tống các đoàn tàu tiếp liệu và tăng viện đến từ Corse và Naples.
McCook quay trở về Hoa Kỳ vào ngày 21 tháng 9, đi ngang qua Oran và Gibraltar, về đến New York vào ngày 3 tháng 10, rồi hoạt động dọc theo vùng bờ đông cho đến hết năm 1944. Nó lại đảm trách nhiệm vụ hộ tống vận tải vượt đại dương từ ngày 28 tháng 12 năm 1944 đến ngày 24 tháng 5 năm 1945, hoàn tất sáu chuyến đi khứ hồi khi nó đi vào Xưởng hải quân Philadelphia để được cải biến thành một tàu khu trục quét mìn. Nó được xếp lại lớp với ký hiệu lườn mới DMS-36 vào ngày 30 tháng 5. Khi công việc cải biến hoàn tất vào ngày 12 tháng 7, nó tiến hành các cuộc thực tập quét mìn cho đến ngày 12 tháng 8, rồi lên đường nhận nhiệm vụ tại khu vực Tây Thái Bình Dương.

### Sau chiến tranh
McCook đi đến Okinawa vào ngày 28 tháng 9, và sau khi vượt qua hai cơn bão đã tiến hành các hoạt động quét mìn tại Hoàng Hải cho đến cuối tháng 10. Hoạt động cùng Đội quét mìn, nó đã cắt 77 trong số 500 quả mìn được đội này rà quét trong giai đoạn từ ngày 23 tháng 10 đến ngày 15 tháng 11. Nó đi đến Sasebo để làm nhiệm vụ tại vùng biển duyên hải của Nhật Bản vào ngày 17 tháng 11; và khi được phân nhiệm vụ như một tàu liên lạc đi đến Wakayama vào ngày 14 tháng 12, nó bị hư hại do mắc một cơn bão trên đường quay trở về. Nó được sửa chữa sau khi về đến Sasebo vào ngày 18 tháng 12, và hoàn tất một tháng sau đó. Con tàu lên đường đi đến khu vực Kure–Hiroshima để kiểm tra các luồng được rà quét trong vùng biển nội địa vào ngày 3 tháng 2 năm 1946; và sau khi hoàn tất nhiệm vụ vào ngày 26 tháng 2, nó lên đường đi Thượng Hải, quay trở về Nhật Bản hai ngày sau đó. Nó khởi hành từ Yokosuka vào ngày 12 tháng 3 để quay trở về Hoa Kỳ, về đến San Francisco vào ngày 31 tháng 3.
McCook tiếp tục ở lại San Francisco cho đến ngày 14 tháng 1 năm 1947, khi nó được lệnh đi đến San Diego. Hoạt động chủ yếu cùng Đơn vị Huấn luyện Dưới nước, nó hoạt động từ cảng nảy trong hai năm tiếp theo; tham gia các cuộc thực tập hải đội khu trục và tập trận ngoài khơi bờ biển California và tại vùng quần đảo Hawaii, ngoại trừ một chuyến đi đến các quần đảo Marshall và Mariana từ ngày 7 tháng 7 đến ngày 11 tháng 9 năm 1947.
McCook được chuẩn bị cho ngừng hoạt động vào tháng 1 năm 1949; nó được cho xuất biên chế vào ngày 27 tháng 5, và neo đậu tại San Diego trong thành phần Hạm đội Dự bị Thái Bình Dương. Được xếp trở lại ký hiệu lườn DD-496 vào ngày 15 tháng 7 năm 1955, tên nó được cho rút khỏi danh sách Đăng bạ Hải quân vào ngày 15 tháng 1 năm 1972, và lườn tàu bị bán để tháo dỡ vào ngày 27 tháng 8 năm 1973.

## Phần thưởng
McCook được tặng thưởng ba Ngôi sao Chiến trận do thành tích phục vụ trong Thế Chiến II.